# Lee Joo-hyung
 Lee Joo-hyung (né le 5 mars 1973) est un gymnaste sud-coréen.
Il participe aux Jeux olympiques de 1992, 1996 et 2000. Il remporte aux Jeux de 2000 une médaille d'argent en barres parallèles et une médaille de bronze à la poutre.